# Mordfall Carmen Kampa
Der Mord an Carmen Kampa im Jahre 1971 in Bremen, die sich anschließenden Ermittlungen sowie ein zunächst verurteilter unschuldig Verdächtigter beschäftigten in den 1970er Jahren die bundesdeutsche Öffentlichkeit. Rund 40 Jahre lang blieb dieser Fall unaufgeklärt und wurde als Cold Case im August 2011 schließlich gelöst.

## Tatgeschehen und Ermittlungen
Die zur Tatzeit 17-jährige Carmen Kampa wurde am 1. Mai 1971 gegen 23:25 Uhr auf dem Heimweg aus der Diskothek Miramichi in Bremen-Oslebshausen in der Nähe des Bahnhofs Oslebshausen überfallen, vergewaltigt und hiernach bis zur Bewusstlosigkeit oder bis zum Tod gewürgt. Ein Teil dieser Tathandlungen konnte von einem jungen Zeugen beobachtet werden, der Reisender im Zug 4498 war, der zur Tatzeit seine Fahrt in Richtung Bremen-Nord fortsetzte. Die von den Zugreisenden und von einem weiteren Zeugen, der Frauenschreie gehört hatte, benachrichtigte Polizei kam um 23:35 Uhr am Bahnhof Oslebshausen an, konnte allerdings trotz eingehender Suche keinerlei Feststellungen treffen.
In der Mittagszeit des Dienstags, dem 4. Mai 1971, wurde der Leichnam von Carmen Kampa in der Nähe des von den Zeugen angegebenen Tatortes aufgefunden. Die Leiche wies im Brustbereich vier Messerstiche auf, die dem Mädchen beigebracht worden sein könnten, als es im Sterben lag oder kurz nachdem es verstorben war.
Die sich anschließenden Ermittlungen der Kriminalpolizei führten zu weit über 1000 Spuren. Eine Vielzahl von Zeugen wurde vernommen, die sich teilweise auch widersprachen. Die Polizei ermittelte schließlich 1973 den homosexuellen Arbeiter Otto Becker aus Bremen als Tatverdächtigen.
Über 2 1⁄2 Jahre nach der Tat, am 13. November 1973, erließ das Amtsgericht Bremen Haftbefehl gegen Otto Becker. Einige Zeit später erhob die Staatsanwaltschaft gegen Becker Anklage wegen des Mordes an Carmen Kampa.

## Justizirrtum
Am 12. November 1974 begann die Hauptverhandlung gegen Becker vor dem Landgericht Bremen, das ihn am 14. Januar 1975 zu einer Gesamtfreiheitsstrafe von 12 Jahren und 3 Monaten verurteilte.
Im Zuge der damaligen Ermittlungen der Kriminalpolizei entstand die Spurenakte 59, die sich mit Helmut Harynek befasste. Dieser war bereits wegen verschiedener Delikte in Kontakt mit Polizei und Justiz gekommen. Er machte damals gegenüber verschiedenen Personen Angaben dahingehend, dass er am 1. Mai 1971 Kontakt zu Carmen Kampa gehabt hätte. Verschiedenen Zeugen zufolge soll Harynek ihnen gegenüber den Mord an Carmen Kampa gestanden haben. Harynek selbst allerdings räumte gegenüber den Ermittlungsbehörden die Tat nicht ein. Im Vergleich zu Otto Becker, der des Mordes an Carmen Kampa angeklagt war, war „der Mann aus der Spurenakte 59“ mindestens genauso verdächtig, wenn nicht sogar verdächtiger als der damalige Angeklagte Otto Becker. Dessen Verteidiger, Rechtsanwalt Heinrich Hannover, dem der Inhalt der Spurenakte 59 kurz nach der Verurteilung seines Mandanten Becker über einen jungen Beamten der Staatsanwaltschaft zugespielt worden war, machte sich später diesen für ihn wichtigen Inhalt der Spurenakte 59 zunutze.
Das erste Urteil des Landgerichts Bremen gegen Becker hob der Bundesgerichtshof am 30. Oktober 1975 auf, da die Kammer in der Person eines Schöffen falsch besetzt gewesen war – statt seiner eigentlich vorgesehenen Ehefrau hatte der Politiker Olaf Dinné an dem Verfahren mitgewirkt. Am 4. November 1976 fand eine erneute Hauptverhandlung gegen Becker wegen des Mordes an Carmen Kampa vor dem Landgericht Bremen statt. Dabei vernahm das Gericht neben vielen anderen Zeugen auch Harynek, der schließlich durch den Verteidiger Hannover eingehend befragt wurde. Dabei gelang es dem Verteidiger herauszuarbeiten, dass Harynek des Mordes an Carmen Kampa mindestens so verdächtig sei wie Becker. Am 28. November 1976 sprach das Landgericht Bremen Becker von dem Vorwurf des Mordes an Carmen Kampa frei.

## Aufklärung des „Cold Cases“
Die Bremer Staatsanwaltschaft und Beamte der Kriminalpolizei Bremen stellten Ende April 2011 unter ähnlichen Wetterbedingungen und Lichtverhältnissen wie am 1. Mai 1971 einige damals vermutete Geschehensabläufe am Bahnhof Oslebshausen nach. Hierzu gehörte, dass mehrere Beamtinnen der Polizei Bremen in Original-Schuhwerk aus den 1970er Jahren die für den Zugverkehr in jener Nacht gesperrten Gleise auf dem Schotter überqueren sollten. Hintergrund dafür war, dass die Schuhe von Carmen Kampa keine Beschädigungen im Bereich ihrer Absätze aufwiesen. Weiter hatte der Staatsanwalt von der Deutschen Bahn AG für dieselbe Nacht einen kompletten Zug gemietet, um mit den Kriminalbeamten und der Rechtsanwältin der Mutter von Carmen Kampa zu überprüfen, was die damals im Zug befindlichen Zeugen von der Tat am Bahndamm wahrscheinlich hatten beobachten können. Zur selben Zeit war das Rechtsmedizinische Institut an der Universität Mainz damit befasst, Haare, die im Mai 1971 an der Kleidung von Carmen Kampa gesichert worden waren, auf DNA-Merkmale zu untersuchen; diese Haare waren seit 1971 beim Bundeskriminalamt in Wiesbaden verwahrt worden und konnten daher der Vernichtung von Beweismitteln in diesem Verfahren entgehen, die ein anderer Staatsanwalt zu Beginn der 1990er Jahre bezüglich der Beweismittel in dem Mordfall Carmen Kampa angeordnet hatte.
Die Staatsanwaltschaft und die Kriminalbeamten sichteten in mehrmonatiger Arbeit die Haupt- und die Spurenakten. Aus dem Rahmen fiel die Spurenakte 135, die schon damals am Tattag über einen Wachmann aus Bremen angelegt worden war. Er hätte in der Tatnacht zur Tatzeit eine Kontrolluhr bei einer Firma an dem Bahndamm stechen müssen, was er die gesamte Nacht von dem 1. auf den 2. Mai 1971 nicht getan hatte. Andere Uhren in Tatortnähe hatte er um die Tatzeit herum ordnungsgemäß bedient. Weiter war am Bahndamm ein Stofftaschentuch gefunden worden, von dem die Ehefrau des Wachmanns erklärte, dass es ihrem Mann gehöre. Der aus Staatsanwalt und zwei Kriminalbeamten bestehenden Ermittlungsgruppe gelang es unter anderem durch Analyse der alten Ermittlungen um den Wachmann und neue Vernehmungen im Jahr 2011, das angebliche Alibi des Wachmanns für die Nacht vom 1. auf den 2. Mai 1971 zu widerlegen. Die mittlerweile geschiedene Ehefrau des Wachmanns änderte ihre frühere Aussage, ihm sei eine solche Tat nicht zuzutrauen. Nun sagte sie aus, ihr damaliger Mann sei sexbesessen und gewalttätig gewesen und habe sie mehrmals in der Woche vergewaltigt. Als weiterer Beweis dafür, dass der Wachmann Carmen Kampa vergewaltigt und getötet hatte, trat nun das Ergebnis der DNA-Analysen der auf Carmen Kampas Kleidung gefundenen Haare hinzu. Nachdem eine Schwester des Wachmannes freiwillig eine Speichelprobe zur DNA-Analyse abgegeben hatte, konnten die Ermittler feststellen, dass mitochondriale-DNA-Merkmale eines Haares von der Kleidung Carmen Kampas mit denen der Angehörigen des Wachmannes übereinstimmten. Unter Berücksichtigung der vielen sonst gegen den Wachmann sprechenden Beweise und Indizien gilt daher als gesichert, dass er der Mörder von Carmen Kampa war. Da er bereits 2003 verstorben war, konnte er nicht mehr zur Verantwortung gezogen werden.
Die Ermittlungsergebnisse wurden ab dem 19. August 2011 in einer gemeinsamen Pressemitteilung der Staatsanwaltschaft Bremen und der Polizei Bremen bekanntgegeben. Am Abend desselben Tages berichtete Radio Bremen in einem ausführlichen Fernsehbericht des Journalisten Dirk Blumenthal, der sich seit über einem Jahrzehnt mit dem Mordfall Carmen Kampa beschäftigt hatte, im Regionalmagazin buten un binnen über die Aufklärung des Falles. In großen Berichten vermeldeten der Weser-Kurier und die Kreiszeitung am 20. August 2011 den Ermittlungserfolg. Staatsanwaltschaft und Kriminalbeamte hatten zusammen mit einer Rechtsanwältin die Angehörigen von Carmen Kampa einige Tage zuvor über das Ermittlungsergebnis in Kenntnis gesetzt.

## Sonstiges
In der 42. Folge von Aktenzeichen XY … ungelöst am 10. Dezember 1971 hatte Eduard Zimmermann über den Mordfall Carmen Kampa berichtet und die Zuschauer um Mithilfe gebeten.
Der Fall war 2005 Gegenstand des Fernsehfilms „Mord am Bahndamm“ aus der NDR-Reihe Justizirrtum! Die Regie führte Dirk Blumenthal.
In der 2017 erstmals gesendeten Episode „Tanz in den Tod“ aus der NDR-Reihe Morddeutschland (Regie: Björn Platz) werden die Ermittlungsarbeiten zum Mordfall in den ersten Jahren nach der Tat sowie die Wiederaufnahme 40 Jahre später, die schließlich zur Überführung des Täters führte, dokumentarisch beschrieben.